# Coucal de Ceylan
Centropus chlororhynchos
Espèce
Synonymes
- Centropus chlororhynchus (non valide)

Statut de conservation UICN

 VU B1ab(i,ii,iii,iv,v);C2a(i) : Vulnérable
Le Coucal de Ceylan (Centropus chlororhynchos) est une espèce d'oiseau de la famille des Cuculidae, endémique du Sri Lanka.
C'est une espèce monotypique (non subdivisée en sous-espèces).